# Maus
Maus (dal tedesco: "topo"; titolo originale in inglese: Maus: A Survivor's Tale) è un romanzo a fumetti di Art Spiegelman, ambientato durante la seconda guerra mondiale e incentrato sull'Olocausto, sulla base dei racconti del padre dell'autore, un sopravvissuto al campo di concentramento di Majdanek e a quello di Auschwitz.
Pubblicata a puntate dal 1980 al 1991 sul magazine RAW, e poi raccolta in due albi (pubblicati originariamente nel 1986 e nello stesso 1991), l'opera è stata ampiamente lodata dalla critica e dal pubblico, ricevendo anche attenzioni e commenti a livello universitario. Divenuto nel 1992 il primo fumetto insignito del prestigioso Premio Pulitzer (nella categoria Special Awards and Citations), al 2023 rimane l'unica opera di questo tipo premiata con tale riconoscimento.
Nel 2011, in occasione del 25º anniversario della prima edizione, esce un album-ricordo dal titolo MetaMaus. In Italia è disponibile dal 2016, pubblicato da Einaudi. A MetaMaus è allegato un DVD che contiene una copia digitalizzata di Maus (Maus I e Maus II) attraverso cui è possibile accedere a documenti storici, a una miriade di schizzi e taccuini personali di Spiegelman e a un ricchissimo archivio di audiointerviste con suo padre, sopravvissuto ai campi di sterminio.

## Trama
L'opera è suddivisa in due parti:
- Mio padre sanguina storia – composta da 6 capitoli pubblicati per la prima volta nel 1986 (in Italia nel marzo 1989 da Milano Libri), mostra il rapido inasprimento delle condizioni di vita degli ebrei polacchi negli anni immediatamente precedenti lo scoppio della guerra.
- E qui sono cominciati i miei guai – composta da 5 capitoli pubblicati per la prima volta nel 1991 (in Italia nel settembre 1992 sempre da Milano Libri), dà invece un chiaro spaccato della vita dei deportati all'interno del campo di concentramento negli anni della guerra.

A spezzare la narrazione delle vicende d'epoca nazista, si interpongono istantanee di vita quotidiana che mostrano il difficile rapporto tra Spiegelman e il padre: il padre reduce dagli orrori del nazismo, ha uno stile di vita estremamente rigido e frugale che impone anche a chi gli sta intorno (ad esempio raccoglie e conserva il filo di rame che trova per strada e pur di risparmiare su tovaglioli e fazzoletti ruba le salviette di carta dai bagni pubblici ); il figlio, all'apparenza indifferente, è tormentato da un enorme senso di inadeguatezza di fronte a ciò che ha vissuto il genitore.
Tutto questo si trasforma, nel finale, in una sorta di autoanalisi dell'autore, che capisce appieno il significato di essere figlio di un deportato, mostrando come gli orrori patiti dai genitori si siano estesi anche alla generazione successiva.
La storia del giovane Art, un autore intenzionato a narrare la storia del padre, reduce della Shoah fa da cornice alle vere vicende centrali dell'opera, ovvero la narrazione dell'anziano padre di Art, Vladek, delle sue esperienze durante la seconda guerra mondiale.
I due fili narrativi, quello di Art e della fidanzata Françoise e quello delle vicende belliche, si intrecciano, creando una convivenza di passato e presente. Da un lato troviamo la memoria della Shoah, che Spiegelman raccoglie da suo padre, ma anche un confronto generazionale tra Art, cresciuto negli Stati Uniti, dove il padre era emigrato alla fine del conflitto, in un clima sereno, quello degli anni sessanta, ed il padre, genitore di origine europea, dolce ma segnato dall'esperienza tragica vissuta.
La narrazione parte da un momento relativamente tranquillo della vita di Vladek, quando ancora giovane e spensierato si godeva i piaceri della vita, a Sosnowiec, in Polonia, dove era andato per visitare la sua famiglia.
Qui incontra presto Anja, una giovane ragazza ebrea del paese, e se ne innamora. Nello stesso tempo scoppia la guerra, e nel settembre del 1939 Vladek viene mandato al confine dove viene catturato dalla truppe nemiche. Da questo momento inizia una vita fatta di espedienti, di giornate passate in vari nascondigli, cercando cibo al mercato nero e vendendo e acquistando stoffe senza la tessera, resa un po' meno dura solo dalla notevole ricchezza della sua famiglia.
Dopo avere vagato alla ricerca di nascondigli sempre nuovi e sicuri, Vladek e Anja decidono di tentare di attraversare la frontiera per scampare al pericolo nazista. Traditi dagli stessi uomini che avevano chiesto denaro per farli arrivare in Ungheria, vengono intercettati e mandati entrambi al campo di concentramento di Auschwitz, dove Vladek trascorre un lungo periodo facendo lo stagnaio, poi il calzolaio ed infine quello che chiama lavoro sporco, i lavori pesanti, cercando sempre di aiutare il più possibile Anja.

## Lo stile e i personaggi
L'opera è fortemente autobiografica. Spiegelman diventa egli stesso uno dei protagonisti dell'opera: il suo alter ego cartaceo porta il suo stesso nome, Art, ed è un giovane autore che decide di narrare la storia del padre Vladek, un ebreo reduce dei campi di concentramento, per poterla tramandare alle generazioni future, proprio la motivazione che ha spinto Art a narrare le vicende della propria famiglia.
I personaggi dell'opera sono rappresentati non in forma umana, bensì in quella animale, che caratterizza la loro posizione sociale, secondo una serie di metafore; per esempio, i protagonisti, gli ebrei perseguitati, sono rappresentati da dei topi (Maus in lingua tedesca significa proprio "topo"), e sono contrapposti ai nazisti dipinti come gatti; i francesi diventano rane, i polacchi maiali, gli americani cani, gli inglesi pesci e così via.
Spiegelman ha utilizzato un modo abbastanza particolare di affrontare il tema trattato, ovvero il fumetto, anche se ama ricordare che il primo a realizzare un'opera a fumetti autobiografica era stato un cartoonist di San Francisco, in un fumetto underground sul tema del peccato e della repressione sessuale nella religione cattolica.
Nello stesso libro, all'inizio del 1º capitolo della 2ª parte, Spiegelman esprime direttamente al lettore i suoi dubbi ed i problemi affrontati circa la realizzazione del suo ambizioso progetto, come la paura di non rispettare le tante vittime dell'Olocausto con un'opera forse inadeguata, al di là della difficoltà tecnica della realizzazione.
Ciononostante, il fumetto ebbe un grandissimo successo, tanto da vincere lo Special Award del Premio Pulitzer. Ottenne un forte apprezzamento di critica e pubblico in tutto il mondo, anche come riconoscimento di un immane lavoro di illustratore e scrittore, attività svolte fin dagli anni settanta.
Il primo volume di Maus contiene anche alcune pagine di un fumetto disegnato da Spiegelman per una rivista underground del 1968. In questo breve spaccato intitolato Prigioniero sul Pianeta Inferno - un caso clinico, l'autore (che in Maus mostra alla nuova moglie di Vladek) narra la sua esperienza e le sue emozioni il giorno del funerale di sua madre Anja, morta suicida quando lui aveva 20 anni.
È interessante notare che per tutta la durata di questo fumetto, Art Spiegelman indossa una divisa da carcerato, identica a quella del padre Vladek nelle pagine successive di Maus.

## Personaggi
- Art Spiegelman: l'autore, nonché il figlio del protagonista. Proprio come nella realtà, svolge il mestiere di cartonista;
- Vladek Spiegelman: il protagonista, colui che racconta e che ha vissuto il dramma della Shoah;
- Anja: madre di Art e moglie di Vladek. Sopravvissuta insieme a quest'ultimo ai campi di concentramento, si suicida nel 1968 per motivi sconosciuti;
- Mala: seconda moglie di Vladek, con cui ha un rapporto tormentato a causa del pessimo carattere dell'uomo. Anche lei è stata nei campi e i suoi genitori furono deportati, ma non si salvarono;
- Richieu: primogenito di Vladek e Anja, viene ucciso col veleno da Tosha (sorella di Anja), per risparmiargli la sofferenza nei campi di concentramento. Nel libro viene ritratto raramente, ma è palese la sua presenza costante e l'affetto che provoca;
- Françoise: moglie di Art Spiegelman, di origini francesi, si è convertita all'ebraismo, ma solo per fare un piacere a Vladek. Per questo motivo l'autore inizialmente è indeciso se rappresentarla come rana o come topo, ma poi sceglie la seconda opzione.

## Giudizi critici
(The New York Times)
(Associated Press)
(The Washington Post)
(Il curatore capo del Jewish Museum)
(Umberto Eco)

## Influenza culturale
Nella storia a fumetti di Dylan Dog Doktor Terror i personaggi di origine ebraica sono rappresentati con i volti di topi, mentre i nazisti con le fattezze di maiali. Inoltre uno dei personaggi principali che contatta Dylan dando il via all'episodio si chiama proprio Anja ed è appunto una giovane ragazza ebrea. Nella storia lei e la sua famiglia vengono imprigionati nel lager di Auschwitz come gli Spiegelman.